# Eopsychopsis permiana
Eopsychopsis permiana là một loài côn trùng thuộc bộ Neuroptera. Loài này được Martynov miêu tả năm 1928.